# MGM-31 Pershing
MGM-31 Pershing byla americká balistická raketa nahrazující rakety Redstone. Mohla být vybavena jadernou hlavicí. Podle amerického kódového označení z roku 1962 šlo o řízenou střelu odpalovanou z mobilního prostředku (vozidla) určenou k ničení povrchových cílů (včetně např. podzemních bunkrů). Dle verze se jednalo o střelu krátkého či středního doletu. Pojmenována byla podle amerického vojevůdce Johna J. Pershinga.
K roku 1991 byly tyto střely dohodou o jaderných zbraních středního doletu mezi SSSR a USA (Intermediate-Range Nuclear Forces Treaty) vyřazeny ze služby a zlikvidovány.
- Pershing IA (MGM-31A Pershing I) - balistická střela krátkého doletu (tzv. SRBM) - taktická zbraň Spojených států pro evropské bojiště (v 1965 umístěny v SRN). Dolet 740 km.[1]
- Pershing II (MGM-31B Pershing II) - balistická střela středního doletu (tzv. IRBM) - zaměřena proti vojenským cílům - podzemní velitelské bunkry, zpevněná raketová sila apod. Dolet 1 600 km.[2]

## Galerie

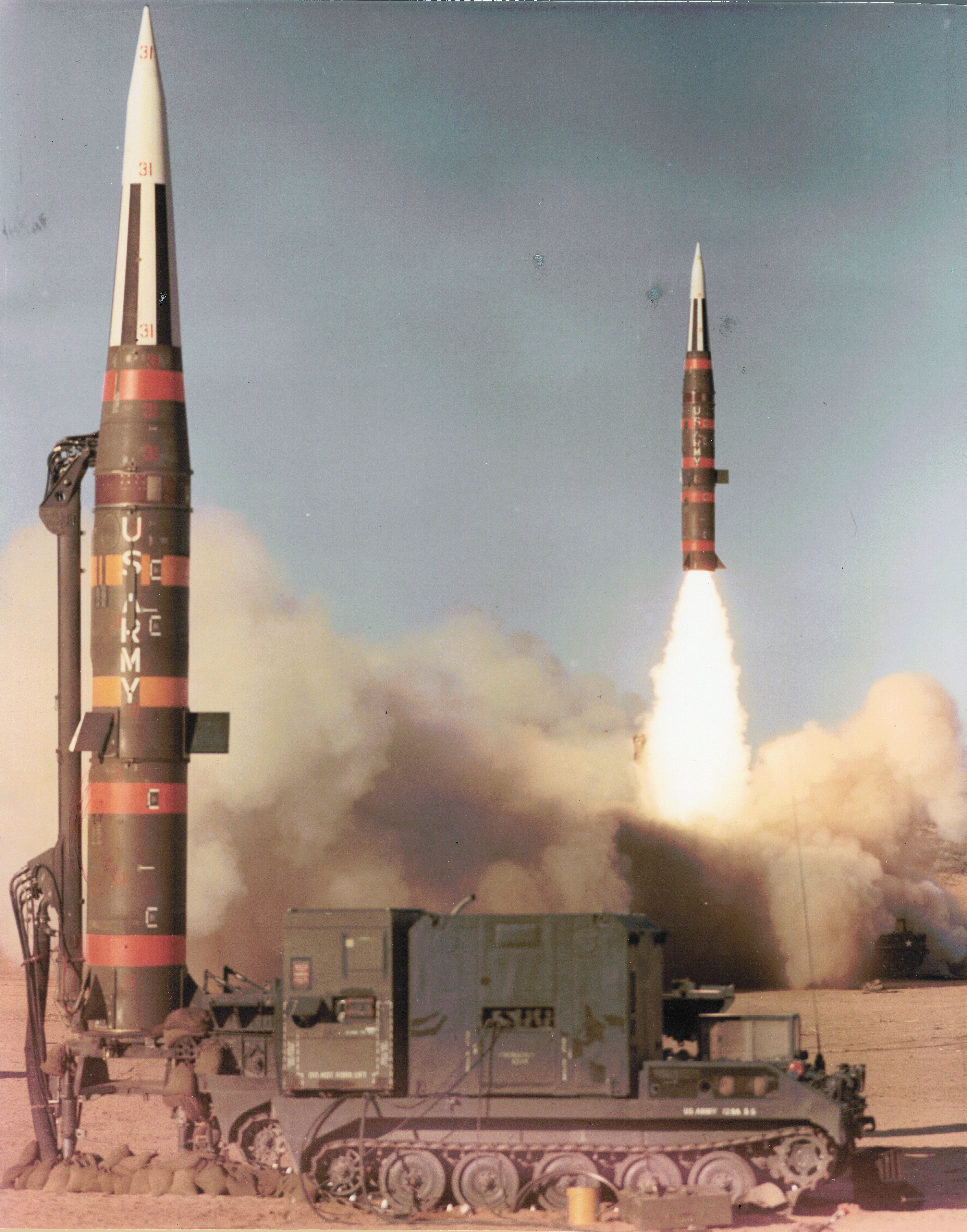
Odpal Pershingu I (16. 2. 1966)
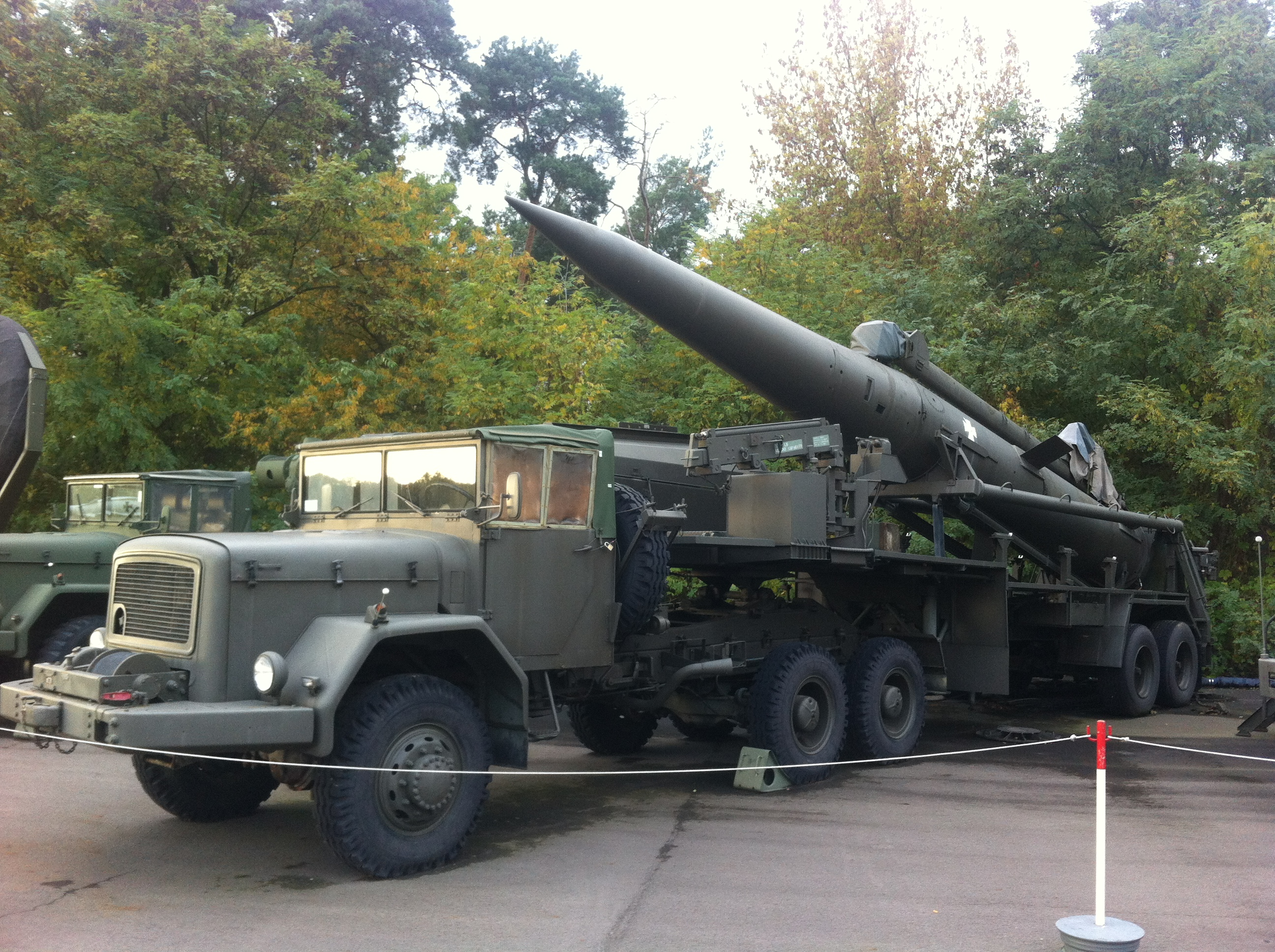
Pershing IA v muzeu
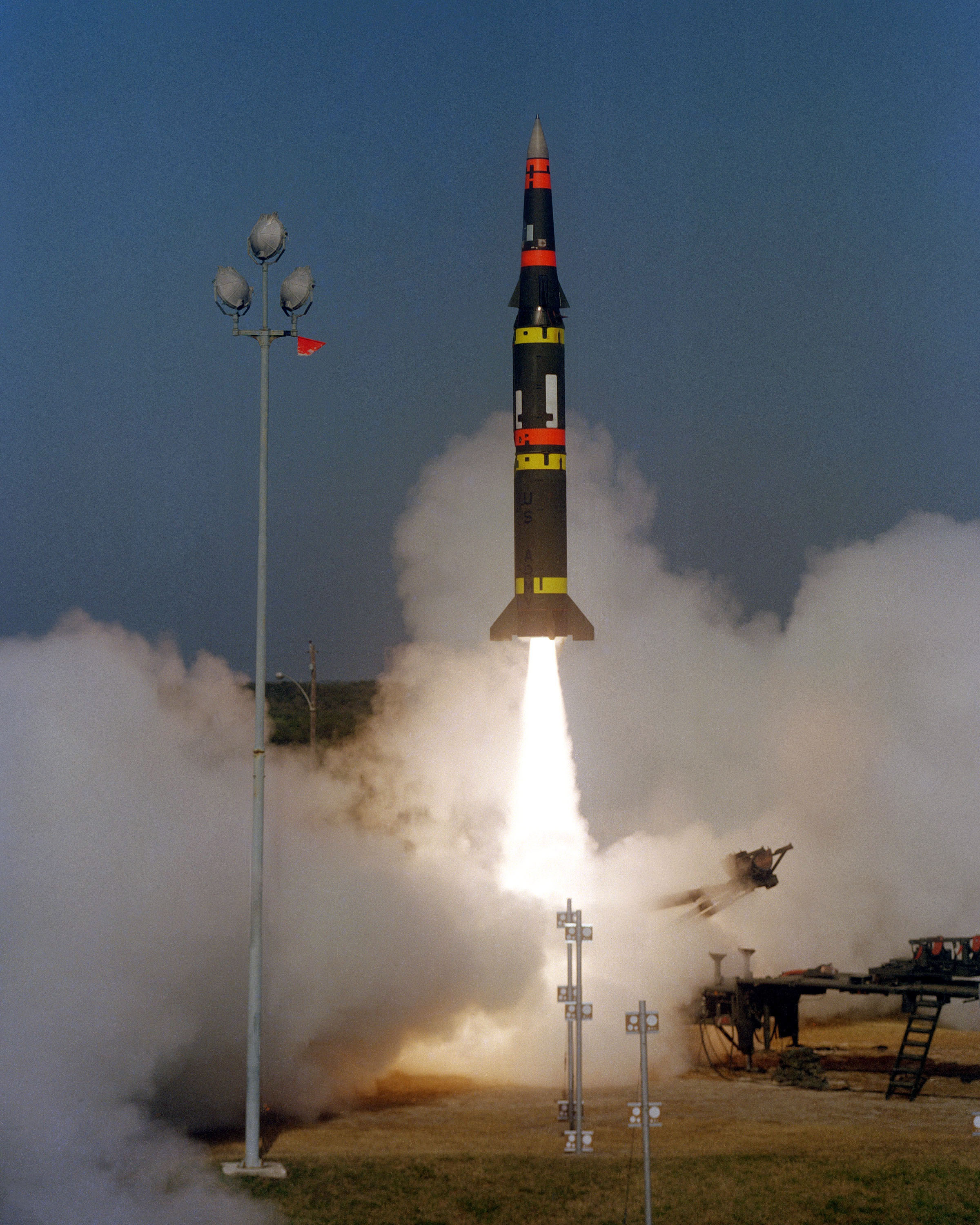
Testovací odpal Pershingu II